# Bryan Adams/Auszeichnungen für Musikverkäufe

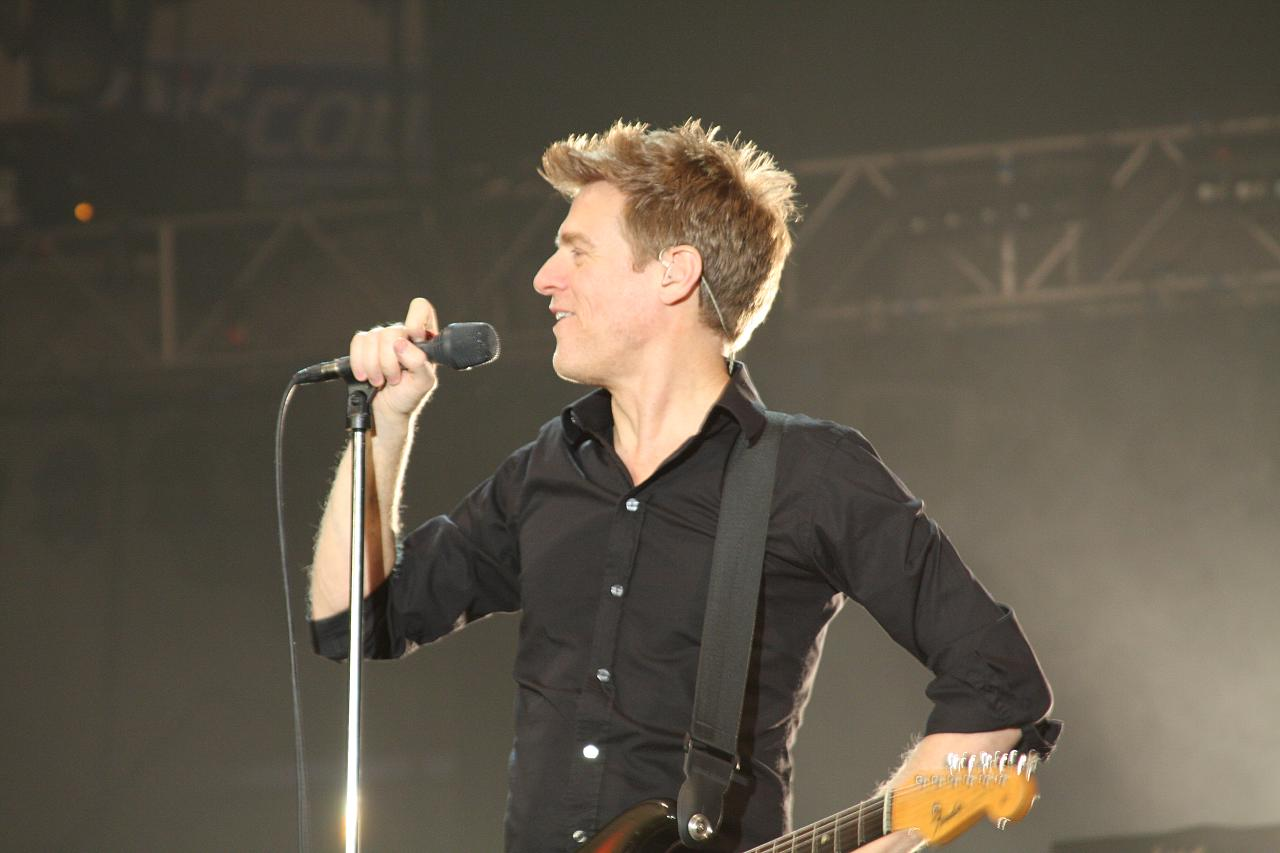
Bryan Adams (2009)

Dies ist eine Übersicht über die Auszeichnungen für Musikverkäufe des kanadischen Rock-Sängers Bryan Adams.  Die Auszeichnungen finden sich nach ihrer Art (Gold, Platin usw.), nach Staaten getrennt in chronologischer Reihenfolge, geordnet sowie nach den Tonträgern selbst, ebenfalls in chronologischer Reihenfolge, getrennt nach Medium (Alben, Singles usw.), wieder.

## Auszeichnungen
| - Frankreich - 2004: für die Autorenbeteiligung Heaven (DJ Sammy) - Portugal - 2004: für das Album Room Service - Vereinigtes Königreich - 1986: für das Album Cuts Like a Knife - 1994: für die Single All for Love - 1995: für die Single Have You Ever Really Loved a Woman? - 2013: für das Album Live! Live! Live! - 2013: für das Album 11 - 2016: für das Album Get Up - 2023: für die Single Cloud #9 - 2024: für die Single I Finally Found Someone - Argentinien - 1997: für das Album MTV Unplugged - 1999: für das Album The Best of Me - Australien - 1996: für die Single Let’s Make a Night to Remember - 1997: für das Album MTV Unplugged - 2004: für das Album Cuts Like a Knife - Belgien - 1995: für die Single Have You Ever Really Loved a Woman? - 1996: für das Album 18 Til I Die - 1997: für die Single I Finally Found Someone - 1998: für das Album MTV Unplugged - 1998: für das Album On a Day Like Today - Brasilien - 1994: für das Album So Far So Good - Dänemark - 2008: für das Album 11 - 2013: für das Streaming Summer of ’69 - 2019: für das Album Waking Up the Neighbours - 2020: für die Single Christmas Time - 2022: für die Single When You’re Gone - 2023: für das Album Spirit – Stallion of the Cimarron OST - 2024: für die Single Run to You - Deutschland - 1986: für das Album Reckless - 1993: für die Single Please Forgive Me - 1994: für die Single All for Love - 1995: für die Single Have You Ever Really Loved a Woman? - 1996: für das Album 18 Til I Die - 1998: für das Album MTV Unplugged - 1998: für das Album On a Day Like Today - 1999: für das Album The Best of Me - 2004: für das Album Room Service - 2019: für das Album Anthology - 2023: für die Single Christmas Time - Finnland - 1996: für das Album 18 Til I Die - Frankreich - 1991: für die Single (Everything I Do) I Do It for You - Italien - 1998: für das Album On a Day Like Today - 2021: für die Single Heaven - 2025: für das Album Reckless - Japan - 1991: für das Album Waking Up the Neighbours - 1993: für das Album So Far So Good - 1994: für die Single All for Love - 1997: für das Album MTV Unplugged - 1998: für das Album On a Day Like Today - Kanada - 1982: für das Album You Want It You Got It - 1985: für die Single Run to You - 1985: für die Single Heaven - 1987: für die Single Heat of the Night - 1992: für die Single Can’t Stop This Thing We Started - 1995: für das Album Live! Live! Live! - 2014: für das Album Bares Bones - 2015: für das Album Tracks of My Years - 2017: für das Album Icon - 2019: für das Album Shine a Light - Neuseeland - 1985: für das Album Cuts Like a Knife - 1987: für das Album Into the Fire - 1994: für das Album Live! Live! Live! - 1994: für die Single Please Forgive Me - 1994: für die Single All for Love - 1995: für die Single Have You Ever Really Loved a Woman? - 1997: für die Single I Finally Found Someone - 1998: für das Album MTV Unplugged - Norwegen - 1999: für das Album The Best of Me - 1999: für die Single When You’re Gone - 2002: für die Autorenbeteiligung Heaven (DJ Sammy) - Österreich - 1993: für das Album Reckless - 1994: für die Single Please Forgive Me - 1994: für die Single All for Love - 1995: für die Single Have You Ever Really Loved a Woman? - 1996: für das Album 18 Til I Die - 1998: für das Album On a Day Like Today - 1998: für das Album MTV Unplugged - 1999: für das Album The Best of Me - Polen - 1986: für die Single Christmas Time - Portugal - 2005: für das Album Anthology - Schweden - 1993: für die Single Please Forgive Me - 1994: für die Single All for Love - 1995: für die Single Have You Ever Really Loved a Woman? - 1999: für das Album The Best of Me - Schweiz - 1993: für das Album Cuts Like a Knife - 1995: für die Single Have You Ever Really Loved a Woman? - 2002: für das Album Spirit – Stallion of the Cimarron OST - 2004: für das Album Room Service - 2008: für das Album 11 - Spanien - 1996: für das Album 18 Til I Die - 1998: für das Album MTV Unplugged - 1999: für das Album On a Day Like Today - 2024: für die Single Have You Ever Really Loved a Woman? - Vereinigte Staaten - 1991: für die Single Can’t Stop This Thing We Started - 1998: für die Single I Finally Found Someone - 2004: für das Album Spirit – Stallion of the Cimarron OST - 2009: für die Autorenbeteiligung Heaven (DJ Sammy) - Vereinigtes Königreich - 1987: für das Album Into the Fire - 1993: für die Single Please Forgive Me - 1998: für das Album On a Day Like Today - 2004: für das Album Room Service - 2013: für das Videoalbum So Far So Good - 2013: für das Videoalbum MTV Unplugged - 2013: für das Videoalbum Live at Slane Castle - 2019: für das Album Ultimate - 2023: für das Album Spirit – Stallion of the Cimarron OST - 2024: für die Single Don’t Give Up | - Frankreich - 1992: für das Album Waking Up the Neighbours - Mexiko - 1993: für das Album Waking Up the Neighbours - Australien - 1994: für die Single All for Love - 1995: für die Single Have You Ever Really Loved a Woman? - 1997: für die Single I Finally Found Someone - 1999: für die Single When You’re Gone - 2000: für das Album The Best of Me - 2002: für die Autorenbeteiligung Heaven (DJ Sammy) - 2004: für das Album Reckless - 2004: für das Videoalbum Live at Slane Castle - Belgien - 1992: für die Single (Everything I Do) I Do It for You - 2000: für das Album The Best of Me - Brasilien - 2024: für die Single (Everything I Do) I Do It for You - 2024: für die Single Heaven - Dänemark - 2019: für das Album On a Day Like Today - 2022: für das Album Reckless - 2023: für die Single (Everything I Do) I Do It for You - 2024: für die Single Heaven - Deutschland - 1991: für die Single (Everything I Do) I Do It for You - 1993: für das Album Waking Up the Neighbours - Europa - 1997: für das Album 18 Til I Die - 1999: für das Album On a Day Like Today - Finnland - 1991: für das Album Waking Up the Neighbours - 1993: für das Album So Far So Good - Frankreich - 1994: für das Album So Far So Good - Italien - 2023: für die Single Summer of ’69 - 2024: für die Single (Everything I Do) I Do It for You - Japan - 1996: für das Album 18 Til I Die - Kanada - 1986: für die Single Christmas Time - 1994: für das Album Reckless (Remastered Edition) - 2004: für das Album Room Service - Neuseeland - 1991: für die Single (Everything I Do) I Do It for You - 1997: für das Album 18 Til I Die - 2003: für die Autorenbeteiligung Heaven (DJ Sammy) - 2006: für das Album The Best of Me - 2021: für die Single Heaven - Niederlande - 1991: für das Album Waking Up the Neighbours - 1991: für die Single (Everything I Do) I Do It for You - 1994: für das Album Reckless - Österreich - 1991: für die Single (Everything I Do) I Do It for You - 1991: für das Album Waking Up the Neighbours - Polen - 1986: für das Album Reckless - Portugal - 2010: für das Album Bares Bones - 2013: für das Videoalbum The Bare Bones Tour – Live at Sydney Opera House - Schweden - 1991: für die Single (Everything I Do) I Do It for You - 1993: für das Album So Far So Good - Schweiz - 1991: für das Album Reckless - 1994: für das Album Into the Fire - 1996: für das Album 18 Til I Die - 1998: für das Album MTV Unplugged - 1999: für das Album On a Day Like Today - 1999: für das Album The Best of Me - Spanien - 1993: für das Album Waking Up the Neighbours - 1994: für das Album So Far So Good - 2000: für das Album The Best of Me - 2024: für die Single (Everything I Do) I Do It for You - 2024: für die Single Heaven - 2024: für die Single Summer of ’69 - Vereinigte Staaten - 1983: für das Album Cuts Like a Knife - 1987: für das Album Into the Fire - 1994: für die Single All for Love - 1997: für das Album 18 Til I Die - Vereinigtes Königreich - 2013: für das Album MTV Unplugged - 2013: für das Album Anthology - 2024: für die Single Heaven - 2024: für die Single Run to You - Deutschland - 2023: für die Single Summer of ’69 | - Australien - 1991: für die Single (Everything I Do) I Do It for You - 1994: für die Single Please Forgive Me - Brasilien - 2024: für die Single Please Forgive Me - Deutschland - 1994: für das Album So Far So Good - Europa - 2002: für das Album The Best of Me - 2008: für das Album MTV Unplugged - Kanada - 1986: für die EP Diana - 1991: für die Single (Everything I Do) I Do It for You - 1999: für das Album On a Day Like Today - 2006: für das Album Anthology - Niederlande - 1994: für das Album So Far So Good - Österreich - 1994: für das Album So Far So Good - Portugal - 2005: für das Videoalbum Live in Lisbon - Schweden - 1991: für das Album Waking Up the Neighbours - Vereinigtes Königreich - 1991: für die Single (Everything I Do) I Do It for You - 1997: für das Album 18 Til I Die - 2022: für die Autorenbeteiligung Heaven (DJ Sammy) - 2025: für die Single When You’re Gone - Australien - 1997: für das Album 18 Til I Die - Belgien - 1993: für das Album Waking Up the Neighbours - Dänemark - 2023: für die Single Summer of ’69 - Europa - 1992: für das Album Waking Up the Neighbours - 1994: für das Album So Far So Good - Kanada - 1985: für das Album Cuts Like a Knife - 1987: für das Album Into the Fire - 1997: für das Album 18 Til I Die - 2006: für das Album The Best of Me - Norwegen - 1994: für das Album So Far So Good - Vereinigte Staaten - 1991: für die Single (Everything I Do) I Do It for You - Vereinigtes Königreich - 1992: für das Album Reckless - 1992: für das Album Waking Up the Neighbours - 1993: für das Album So Far So Good - 2013: für das Album The Best of Me - Australien - 1991: für das Album Waking Up the Neighbours - Belgien - 1996: für das Album So Far So Good - Neuseeland - 1994: für das Album Waking Up the Neighbours - Schweiz - 1993: für das Album Waking Up the Neighbours - 1995: für das Album So Far So Good - Vereinigte Staaten - 1996: für das Album Waking Up the Neighbours - Vereinigte Staaten - 1992: für das Album Reckless - 1996: für das Album So Far So Good - Vereinigtes Königreich - 2024: für die Single Summer of ’69 - Kanada - 1997: für das Album So Far So Good - Neuseeland - 1994: für das Album Reckless - Portugal - 1992: für das Album Waking Up the Neighbours - Neuseeland - 1994: für das Album So Far So Good - 2025: für die Single Summer of ’69 - Australien - 2022: für die Single Summer of ’69 - Australien - 2022: für das Album So Far So Good - Kanada - 1985: für das Album Reckless - 1992: für das Album Waking Up the Neighbours |

## Auszeichnungen nach Alben

### You Want It You Got It
| Land/Region | Auszeichnungen für Musikverkäufe (Land/Region, Auszeichnung, Verkäufe) | Verkäufe |
| ----------- | ---------------------------------------------------------------------- | -------- |
| Kanada (MC) | Gold                                                                   | 50.000   |
| Insgesamt   | 1× Gold ·                                                              | 50.000   |

### Cuts Like a Knife
| Land/Region                  | Auszeichnungen für Musikverkäufe (Land/Region, Auszeichnung, Verkäufe) | Verkäufe  |
| ---------------------------- | ---------------------------------------------------------------------- | --------- |
| Australien (ARIA)            | Gold                                                                   | 35.000    |
| Kanada (MC)                  | 3× Platin                                                              | 300.000   |
| Neuseeland (RMNZ)            | Gold                                                                   | 5.000     |
| Schweiz (IFPI)               | Gold                                                                   | 25.000    |
| Vereinigte Staaten (RIAA)    | Platin                                                                 | 1.000.000 |
| Vereinigtes Königreich (BPI) | Silber                                                                 | 60.000    |
| Insgesamt                    | 1× Silber · 3× Gold · 4× Platin ·                                      | 1.425.000 |

### Reckless
| Land/Region                  | Auszeichnungen für Musikverkäufe (Land/Region, Auszeichnung, Verkäufe) | Verkäufe  |
| ---------------------------- | ---------------------------------------------------------------------- | --------- |
| Australien (ARIA)            | Platin                                                                 | 70.000    |
| Dänemark (IFPI)              | Platin                                                                 | 20.000    |
| Deutschland (BVMI)           | Gold                                                                   | 250.000   |
| Italien (FIMI)               | Gold                                                                   | 25.000    |
| Kanada (MC)                  | Diamant (Standard) · + Platin (Remastered Edition)                     | 1.100.000 |
| Neuseeland (RMNZ)            | 6× Platin                                                              | 90.000    |
| Niederlande (NVPI)           | Platin                                                                 | 100.000   |
| Österreich (IFPI)            | Gold                                                                   | 25.000    |
| Polen (ZPAV)                 | Platin                                                                 | 60.000    |
| Schweiz (IFPI)               | Platin                                                                 | 50.000    |
| Vereinigte Staaten (RIAA)    | 5× Platin                                                              | 5.000.000 |
| Vereinigtes Königreich (BPI) | 3× Platin                                                              | 900.000   |
| Insgesamt                    | 3× Gold · 20× Platin · 1× Diamant ·                                    | 7.690.000 |

### Into the Fire
| Land/Region                  | Auszeichnungen für Musikverkäufe (Land/Region, Auszeichnung, Verkäufe) | Verkäufe  |
| ---------------------------- | ---------------------------------------------------------------------- | --------- |
| Kanada (MC)                  | 3× Platin                                                              | 300.000   |
| Neuseeland (RMNZ)            | Gold                                                                   | 10.000    |
| Schweiz (IFPI)               | Platin                                                                 | 50.000    |
| Vereinigte Staaten (RIAA)    | Platin                                                                 | 1.000.000 |
| Vereinigtes Königreich (BPI) | Gold                                                                   | 100.000   |
| Insgesamt                    | 2× Gold · 5× Platin ·                                                  | 1.460.000 |

### Diana EP
| Land/Region | Auszeichnungen für Musikverkäufe (Land/Region, Auszeichnung, Verkäufe) | Verkäufe |
| ----------- | ---------------------------------------------------------------------- | -------- |
| Kanada (MC) | 2× Platin                                                              | 200.000  |
| Insgesamt   | 2× Platin ·                                                            | 200.000  |

### Waking Up the Neighbours
| Land/Region                  | Auszeichnungen für Musikverkäufe (Land/Region, Auszeichnung, Verkäufe) | Verkäufe  |
| ---------------------------- | ---------------------------------------------------------------------- | --------- |
| Australien (ARIA)            | 4× Platin                                                              | 280.000   |
| Belgien (BRMA)               | 3× Platin                                                              | (150.000) |
| Dänemark (IFPI)              | Gold                                                                   | (50.000)  |
| Deutschland (BVMI)           | Platin                                                                 | (500.000) |
| Europa (IFPI)                | 3× Platin                                                              | 3.000.000 |
| Finnland (IFPI)              | Platin                                                                 | (82.230)  |
| Frankreich (SNEP)            | 2× Gold                                                                | (200.000) |
| Japan (RIAJ)                 | Gold                                                                   | 100.000   |
| Kanada (MC)                  | Diamant                                                                | 1.200.000 |
| Mexiko (AMPROFON)            | 2× Gold                                                                | 200.000   |
| Neuseeland (RMNZ)            | 4× Platin                                                              | 60.000    |
| Niederlande (NVPI)           | Platin                                                                 | (100.000) |
| Österreich (IFPI)            | Platin                                                                 | (50.000)  |
| Portugal (AFP)               | 6× Platin                                                              | (240.000) |
| Schweden (IFPI)              | 2× Platin                                                              | (200.000) |
| Schweiz (IFPI)               | 4× Platin                                                              | (200.000) |
| Spanien (Promusicae)         | Platin                                                                 | (120.000) |
| Vereinigte Staaten (RIAA)    | 4× Platin                                                              | 4.000.000 |
| Vereinigtes Königreich (BPI) | 3× Platin                                                              | (900.000) |
| Insgesamt                    | 6× Gold · 38× Platin · 1× Diamant ·                                    | 8.840.000 |

### So Far So Good
| Land/Region                  | Auszeichnungen für Musikverkäufe (Land/Region, Auszeichnung, Verkäufe) | Verkäufe    |
| ---------------------------- | ---------------------------------------------------------------------- | ----------- |
| Australien (ARIA)            | 14× Platin                                                             | 980.000     |
| Belgien (BRMA)               | 4× Platin                                                              | 200.000     |
| Brasilien (PMB)              | Gold                                                                   | 100.000     |
| Deutschland (BVMI)           | 2× Platin                                                              | 1.000.000   |
| Europa (IFPI)                | 3× Platin                                                              | (3.000.000) |
| Finnland (IFPI)              | Platin                                                                 | 77.318      |
| Frankreich (SNEP)            | Platin                                                                 | 300.000     |
| Italien (FIMI)               | —                                                                      | 500.000     |
| Japan (RIAJ)                 | Gold                                                                   | 100.000     |
| Kanada (MC)                  | 6× Platin                                                              | 600.000     |
| Malaysia (RIM)               | —                                                                      | 60.000      |
| Neuseeland (RMNZ)            | 7× Platin                                                              | 105.000     |
| Niederlande (NVPI)           | 2× Platin                                                              | 200.000     |
| Norwegen (IFPI)              | 3× Platin                                                              | 150.000     |
| Österreich (IFPI)            | 2× Platin                                                              | 100.000     |
| Schweden (IFPI)              | Platin                                                                 | 250.000     |
| Schweiz (IFPI)               | 4× Platin                                                              | 200.000     |
| Singapur (RIAS)              | —                                                                      | 100.000     |
| Spanien (Promusicae)         | Platin                                                                 | 100.000     |
| Vereinigte Staaten (RIAA)    | 5× Platin                                                              | 5.000.000   |
| Vereinigtes Königreich (BPI) | 3× Platin                                                              | 900.000     |
| Insgesamt                    | 2× Gold · 60× Platin ·                                                 | 11.122.318  |

### Live! Live! Live!
| Land/Region                  | Auszeichnungen für Musikverkäufe (Land/Region, Auszeichnung, Verkäufe) | Verkäufe |
| ---------------------------- | ---------------------------------------------------------------------- | -------- |
| Kanada (MC)                  | Gold                                                                   | 50.000   |
| Neuseeland (RMNZ)            | Gold                                                                   | 7.500    |
| Vereinigtes Königreich (BPI) | Silber                                                                 | 60.000   |
| Insgesamt                    | 1× Silber · 2× Gold ·                                                  | 117.500  |

### 18 Til I Die
| Land/Region                  | Auszeichnungen für Musikverkäufe (Land/Region, Auszeichnung, Verkäufe) | Verkäufe    |
| ---------------------------- | ---------------------------------------------------------------------- | ----------- |
| Australien (ARIA)            | 3× Platin                                                              | 210.000     |
| Belgien (BRMA)               | Gold                                                                   | 25.000      |
| Deutschland (BVMI)           | Gold                                                                   | 250.000     |
| Europa (IFPI)                | Platin                                                                 | (1.000.000) |
| Finnland (IFPI)              | Gold                                                                   | 23.896      |
| Japan (RIAJ)                 | Platin                                                                 | 200.000     |
| Kanada (MC)                  | 3× Platin                                                              | 300.000     |
| Neuseeland (RMNZ)            | Platin                                                                 | 15.000      |
| Österreich (IFPI)            | Gold                                                                   | 25.000      |
| Schweiz (IFPI)               | Platin                                                                 | 50.000      |
| Spanien (Promusicae)         | Gold                                                                   | 50.000      |
| Vereinigte Staaten (RIAA)    | Platin                                                                 | 1.000.000   |
| Vereinigtes Königreich (BPI) | 2× Platin                                                              | 600.000     |
| Insgesamt                    | 5× Gold · 13× Platin ·                                                 | 2.748.896   |

### MTV Unplugged
| Land/Region                  | Auszeichnungen für Musikverkäufe (Land/Region, Auszeichnung, Verkäufe) | Verkäufe  |
| ---------------------------- | ---------------------------------------------------------------------- | --------- |
| Argentinien (CAPIF)          | Gold                                                                   | 30.000    |
| Australien (ARIA)            | Gold                                                                   | 35.000    |
| Belgien (BRMA)               | Gold                                                                   | (25.000)  |
| Deutschland (BVMI)           | Gold                                                                   | (250.000) |
| Europa (IFPI)                | 2× Platin                                                              | 2.000.000 |
| Japan (RIAJ)                 | Gold                                                                   | 100.000   |
| Neuseeland (RMNZ)            | Gold                                                                   | 7.500     |
| Österreich (IFPI)            | Gold                                                                   | (25.000)  |
| Schweiz (IFPI)               | Platin                                                                 | (50.000)  |
| Spanien (Promusicae)         | Gold                                                                   | (50.000)  |
| Vereinigtes Königreich (BPI) | Platin                                                                 | (300.000) |
| Insgesamt                    | 8× Gold · 4× Platin ·                                                  | 2.172.500 |

### On a Day Like Today
| Land/Region                  | Auszeichnungen für Musikverkäufe (Land/Region, Auszeichnung, Verkäufe) | Verkäufe  |
| ---------------------------- | ---------------------------------------------------------------------- | --------- |
| Belgien (BRMA)               | Gold                                                                   | (25.000)  |
| Dänemark (IFPI)              | Platin                                                                 | (20.000)  |
| Deutschland (BVMI)           | Gold                                                                   | (250.000) |
| Europa (IFPI)                | Platin                                                                 | 1.000.000 |
| Italien (FIMI)               | Gold                                                                   | (50.000)  |
| Japan (RIAJ)                 | Gold                                                                   | 100.000   |
| Kanada (MC)                  | 2× Platin                                                              | 200.000   |
| Österreich (IFPI)            | Gold                                                                   | (25.000)  |
| Schweiz (IFPI)               | Platin                                                                 | (50.000)  |
| Spanien (Promusicae)         | Gold                                                                   | (50.000)  |
| Vereinigtes Königreich (BPI) | Gold                                                                   | (100.000) |
| Insgesamt                    | 7× Gold · 5× Platin ·                                                  | 1.300.000 |

### The Best of Me
| Land/Region                  | Auszeichnungen für Musikverkäufe (Land/Region, Auszeichnung, Verkäufe) | Verkäufe  |
| ---------------------------- | ---------------------------------------------------------------------- | --------- |
| Argentinien (CAPIF)          | Gold                                                                   | 30.000    |
| Australien (ARIA)            | Platin                                                                 | 70.000    |
| Belgien (BRMA)               | Platin                                                                 | (50.000)  |
| Deutschland (BVMI)           | Gold                                                                   | (150.000) |
| Europa (IFPI)                | 2× Platin                                                              | 2.000.000 |
| Kanada (MC)                  | 3× Platin                                                              | 300.000   |
| Neuseeland (RMNZ)            | Platin                                                                 | 15.000    |
| Norwegen (IFPI)              | Gold                                                                   | (25.000)  |
| Österreich (IFPI)            | Gold                                                                   | (25.000)  |
| Schweden (IFPI)              | Gold                                                                   | (40.000)  |
| Schweiz (IFPI)               | Platin                                                                 | (50.000)  |
| Spanien (Promusicae)         | Platin                                                                 | (100.000) |
| Vereinigtes Königreich (BPI) | 3× Platin                                                              | (900.000) |
| Insgesamt                    | 5× Gold · 12× Platin ·                                                 | 2.415.000 |

### Spirit – Stallion of the Cimarron OST
| Land/Region                  | Auszeichnungen für Musikverkäufe (Land/Region, Auszeichnung, Verkäufe) | Verkäufe |
| ---------------------------- | ---------------------------------------------------------------------- | -------- |
| Dänemark (IFPI)              | Gold                                                                   | 10.000   |
| Schweiz (IFPI)               | Gold                                                                   | 20.000   |
| Vereinigte Staaten (RIAA)    | Gold                                                                   | 500.000  |
| Vereinigtes Königreich (BPI) | Gold                                                                   | 100.000  |
| Insgesamt                    | 4× Gold ·                                                              | 630.000  |

### Room Service
| Land/Region                  | Auszeichnungen für Musikverkäufe (Land/Region, Auszeichnung, Verkäufe) | Verkäufe |
| ---------------------------- | ---------------------------------------------------------------------- | -------- |
| Deutschland (BVMI)           | Gold                                                                   | 100.000  |
| Kanada (MC)                  | Platin                                                                 | 100.000  |
| Portugal (AFP)               | Silber                                                                 | 10.000   |
| Schweiz (IFPI)               | Gold                                                                   | 20.000   |
| Vereinigtes Königreich (BPI) | Gold                                                                   | 100.000  |
| Insgesamt                    | 1× Silber · 3× Gold · 1× Platin ·                                      | 330.000  |

### Anthology
| Land/Region                  | Auszeichnungen für Musikverkäufe (Land/Region, Auszeichnung, Verkäufe) | Verkäufe |
| ---------------------------- | ---------------------------------------------------------------------- | -------- |
| Deutschland (BVMI)           | Gold                                                                   | 100.000  |
| Kanada (MC)                  | 2× Platin                                                              | 200.000  |
| Portugal (AFP)               | Gold                                                                   | 10.000   |
| Vereinigtes Königreich (BPI) | Platin                                                                 | 300.000  |
| Insgesamt                    | 2× Gold · 3× Platin ·                                                  | 610.000  |

### 11
| Land/Region                  | Auszeichnungen für Musikverkäufe (Land/Region, Auszeichnung, Verkäufe) | Verkäufe |
| ---------------------------- | ---------------------------------------------------------------------- | -------- |
| Dänemark (IFPI)              | Gold                                                                   | 15.000   |
| Schweiz (IFPI)               | Gold                                                                   | 15.000   |
| Vereinigtes Königreich (BPI) | Silber                                                                 | 60.000   |
| Insgesamt                    | 1× Silber · 2× Gold ·                                                  | 90.000   |

### Bare Bones
| Land/Region    | Auszeichnungen für Musikverkäufe (Land/Region, Auszeichnung, Verkäufe) | Verkäufe |
| -------------- | ---------------------------------------------------------------------- | -------- |
| Kanada (MC)    | Gold                                                                   | 40.000   |
| Portugal (AFP) | Platin                                                                 | 20.000   |
| Insgesamt      | 1× Gold · 1× Platin ·                                                  | 60.000   |

### Icon
| Land/Region | Auszeichnungen für Musikverkäufe (Land/Region, Auszeichnung, Verkäufe) | Verkäufe |
| ----------- | ---------------------------------------------------------------------- | -------- |
| Kanada (MC) | Gold                                                                   | 41.000   |
| Insgesamt   | 1× Gold ·                                                              | 41.000   |

### Tracks of My Years
| Land/Region | Auszeichnungen für Musikverkäufe (Land/Region, Auszeichnung, Verkäufe) | Verkäufe |
| ----------- | ---------------------------------------------------------------------- | -------- |
| Kanada (MC) | Gold                                                                   | 40.000   |
| Insgesamt   | 1× Gold ·                                                              | 40.000   |

### Get Up
| Land/Region                  | Auszeichnungen für Musikverkäufe (Land/Region, Auszeichnung, Verkäufe) | Verkäufe |
| ---------------------------- | ---------------------------------------------------------------------- | -------- |
| Vereinigtes Königreich (BPI) | Silber                                                                 | 60.000   |
| Insgesamt                    | 1× Silber ·                                                            | 60.000   |

### Ultimate
| Land/Region                  | Auszeichnungen für Musikverkäufe (Land/Region, Auszeichnung, Verkäufe) | Verkäufe |
| ---------------------------- | ---------------------------------------------------------------------- | -------- |
| Vereinigtes Königreich (BPI) | Gold                                                                   | 100.000  |
| Insgesamt                    | 1× Gold ·                                                              | 100.000  |

### Shine a Light
| Land/Region | Auszeichnungen für Musikverkäufe (Land/Region, Auszeichnung, Verkäufe) | Verkäufe |
| ----------- | ---------------------------------------------------------------------- | -------- |
| Kanada (MC) | Gold                                                                   | 63.000   |
| Insgesamt   | 1× Gold ·                                                              | 63.000   |

## Auszeichnungen nach Singles

### Run to You
| Land/Region                  | Auszeichnungen für Musikverkäufe (Land/Region, Auszeichnung, Verkäufe) | Verkäufe |
| ---------------------------- | ---------------------------------------------------------------------- | -------- |
| Dänemark (IFPI)              | Gold                                                                   | 45.000   |
| Kanada (MC)                  | Gold                                                                   | 50.000   |
| Vereinigtes Königreich (BPI) | Platin                                                                 | 600.000  |
| Insgesamt                    | 2× Gold · 1× Platin ·                                                  | 695.000  |

### Heaven
| Land/Region                  | Auszeichnungen für Musikverkäufe (Land/Region, Auszeichnung, Verkäufe) | Verkäufe |
| ---------------------------- | ---------------------------------------------------------------------- | -------- |
| Brasilien (PMB)              | Platin                                                                 | 60.000   |
| Dänemark (IFPI)              | Platin                                                                 | 90.000   |
| Italien (FIMI)               | Gold                                                                   | 35.000   |
| Kanada (MC)                  | Gold                                                                   | 50.000   |
| Neuseeland (RMNZ)            | Platin                                                                 | 30.000   |
| Spanien (Promusicae)         | Platin                                                                 | 60.000   |
| Vereinigtes Königreich (BPI) | Platin                                                                 | 600.000  |
| Insgesamt                    | 2× Gold · 5× Platin ·                                                  | 925.000  |

### Summer of ’69
| Land/Region                  | Auszeichnungen für Musikverkäufe (Land/Region, Auszeichnung, Verkäufe) | Verkäufe  |
| ---------------------------- | ---------------------------------------------------------------------- | --------- |
| Australien (ARIA)            | 8× Platin                                                              | 560.000   |
| Dänemark (IFPI)              | 3× Platin                                                              | 270.000   |
| Deutschland (BVMI)           | 3× Gold                                                                | 750.000   |
| Italien (FIMI)               | Platin                                                                 | 100.000   |
| Neuseeland (RMNZ)            | 7× Platin                                                              | 210.000   |
| Spanien (Promusicae)         | Platin                                                                 | 60.000    |
| Vereinigtes Königreich (BPI) | 5× Platin                                                              | 3.000.000 |
| Insgesamt                    | 1× Gold · 26× Platin ·                                                 | 4.950.000 |

### Christmas Time
| Land/Region        | Auszeichnungen für Musikverkäufe (Land/Region, Auszeichnung, Verkäufe) | Verkäufe |
| ------------------ | ---------------------------------------------------------------------- | -------- |
| Dänemark (IFPI)    | Gold                                                                   | 45.000   |
| Deutschland (BVMI) | Gold                                                                   | 250.000  |
| Kanada (MC)        | Platin                                                                 | 100.000  |
| Polen (ZPAV)       | Gold                                                                   | 50.000   |
| Insgesamt          | 3× Gold · 1× Platin ·                                                  | 445.000  |

### Heat of the Night
| Land/Region | Auszeichnungen für Musikverkäufe (Land/Region, Auszeichnung, Verkäufe) | Verkäufe |
| ----------- | ---------------------------------------------------------------------- | -------- |
| Kanada (MC) | Gold                                                                   | 50.000   |
| Insgesamt   | 1× Gold ·                                                              | 50.000   |

### (Everything I Do) I Do It for You
| Land/Region                  | Auszeichnungen für Musikverkäufe (Land/Region, Auszeichnung, Verkäufe) | Verkäufe  |
| ---------------------------- | ---------------------------------------------------------------------- | --------- |
| Australien (ARIA)            | 2× Platin                                                              | 140.000   |
| Belgien (BRMA)               | Platin                                                                 | 50.000    |
| Brasilien (PMB)              | Platin                                                                 | 60.000    |
| Dänemark (IFPI)              | Platin                                                                 | 90.000    |
| Deutschland (BVMI)           | Platin                                                                 | 500.000   |
| Frankreich (SNEP)            | Gold                                                                   | 250.000   |
| Italien (FIMI)               | Platin                                                                 | 100.000   |
| Kanada (MC)                  | 2× Platin                                                              | 200.000   |
| Neuseeland (RMNZ)            | Platin                                                                 | 10.000    |
| Niederlande (NVPI)           | Platin                                                                 | 100.000   |
| Österreich (IFPI)            | Platin                                                                 | 50.000    |
| Schweden (IFPI)              | Platin                                                                 | 50.000    |
| Spanien (Promusicae)         | Platin                                                                 | 60.000    |
| Vereinigte Staaten (RIAA)    | 3× Platin                                                              | 4.100.000 |
| Vereinigtes Königreich (BPI) | 2× Platin                                                              | 1.870.000 |
| Insgesamt                    | 1× Gold · 19× Platin ·                                                 | 7.730.000 |

### Can’t Stop This Thing We Started
| Land/Region               | Auszeichnungen für Musikverkäufe (Land/Region, Auszeichnung, Verkäufe) | Verkäufe |
| ------------------------- | ---------------------------------------------------------------------- | -------- |
| Kanada (MC)               | Gold                                                                   | 50.000   |
| Vereinigte Staaten (RIAA) | Gold                                                                   | 500.000  |
| Insgesamt                 | 2× Gold ·                                                              | 550.000  |

### Please Forgive Me
| Land/Region                  | Auszeichnungen für Musikverkäufe (Land/Region, Auszeichnung, Verkäufe) | Verkäufe |
| ---------------------------- | ---------------------------------------------------------------------- | -------- |
| Australien (ARIA)            | 2× Platin                                                              | 140.000  |
| Brasilien (PMB)              | 2× Platin                                                              | 120.000  |
| Deutschland (BVMI)           | Gold                                                                   | 250.000  |
| Neuseeland (RMNZ)            | Gold                                                                   | 5.000    |
| Österreich (IFPI)            | Gold                                                                   | 25.000   |
| Schweden (IFPI)              | Gold                                                                   | 25.000   |
| Vereinigtes Königreich (BPI) | Gold                                                                   | 400.000  |
| Insgesamt                    | 5× Gold · 4× Platin ·                                                  | 965.000  |

### All for Love
| Land/Region                  | Auszeichnungen für Musikverkäufe (Land/Region, Auszeichnung, Verkäufe) | Verkäufe  |
| ---------------------------- | ---------------------------------------------------------------------- | --------- |
| Australien (ARIA)            | Platin                                                                 | 70.000    |
| Deutschland (BVMI)           | Gold                                                                   | 250.000   |
| Japan (RIAJ)                 | Gold                                                                   | 50.000    |
| Neuseeland (RMNZ)            | Gold                                                                   | 5.000     |
| Österreich (IFPI)            | Gold                                                                   | 25.000    |
| Schweden (IFPI)              | Gold                                                                   | 25.000    |
| Vereinigte Staaten (RIAA)    | Platin                                                                 | 1.000.000 |
| Vereinigtes Königreich (BPI) | Silber                                                                 | 200.000   |
| Insgesamt                    | 1× Silber · 5× Gold · 2× Platin ·                                      | 1.625.000 |

### Have You Ever Really Loved a Woman?
| Land/Region                  | Auszeichnungen für Musikverkäufe (Land/Region, Auszeichnung, Verkäufe) | Verkäufe |
| ---------------------------- | ---------------------------------------------------------------------- | -------- |
| Australien (ARIA)            | Platin                                                                 | 70.000   |
| Belgien (BRMA)               | Gold                                                                   | 25.000   |
| Deutschland (BVMI)           | Gold                                                                   | 250.000  |
| Kanada (MC)                  | Gold                                                                   | 50.000   |
| Neuseeland (RMNZ)            | Gold                                                                   | 5.000    |
| Österreich (IFPI)            | Gold                                                                   | 25.000   |
| Schweden (IFPI)              | Gold                                                                   | 25.000   |
| Schweiz (IFPI)               | Gold                                                                   | 25.000   |
| Spanien (Promusicae)         | Gold                                                                   | 30.000   |
| Vereinigtes Königreich (BPI) | Silber                                                                 | 200.000  |
| Insgesamt                    | 1× Silber · 8× Gold · 1× Platin ·                                      | 805.000  |

### Let’s Make a Night to Remember
| Land/Region       | Auszeichnungen für Musikverkäufe (Land/Region, Auszeichnung, Verkäufe) | Verkäufe |
| ----------------- | ---------------------------------------------------------------------- | -------- |
| Australien (ARIA) | Gold                                                                   | 35.000   |
| Insgesamt         | 1× Gold ·                                                              | 35.000   |

### I Finally Found Someone
| Land/Region                  | Auszeichnungen für Musikverkäufe (Land/Region, Auszeichnung, Verkäufe) | Verkäufe |
| ---------------------------- | ---------------------------------------------------------------------- | -------- |
| Australien (ARIA)            | Platin                                                                 | 70.000   |
| Belgien (BRMA)               | Gold                                                                   | 25.000   |
| Neuseeland (RMNZ)            | Gold                                                                   | 5.000    |
| Vereinigte Staaten (RIAA)    | Gold                                                                   | 500.000  |
| Vereinigtes Königreich (BPI) | Silber                                                                 | 200.000  |
| Insgesamt                    | 1× Silber · 3× Gold · 1× Platin ·                                      | 800.000  |

### When You’re Gone
| Land/Region                  | Auszeichnungen für Musikverkäufe (Land/Region, Auszeichnung, Verkäufe) | Verkäufe  |
| ---------------------------- | ---------------------------------------------------------------------- | --------- |
| Australien (ARIA)            | Platin                                                                 | 70.000    |
| Dänemark (IFPI)              | Gold                                                                   | 45.000    |
| Norwegen (IFPI)              | Gold                                                                   | 10.000    |
| Vereinigtes Königreich (BPI) | 2× Platin                                                              | 1.200.000 |
| Insgesamt                    | 2× Gold · 3× Platin ·                                                  | 1.325.000 |

### Cloud #9
| Land/Region                  | Auszeichnungen für Musikverkäufe (Land/Region, Auszeichnung, Verkäufe) | Verkäufe |
| ---------------------------- | ---------------------------------------------------------------------- | -------- |
| Vereinigtes Königreich (BPI) | Silber                                                                 | 200.000  |
| Insgesamt                    | 1× Silber ·                                                            | 200.000  |

### Don’t Give Up
| Land/Region                  | Auszeichnungen für Musikverkäufe (Land/Region, Auszeichnung, Verkäufe) | Verkäufe |
| ---------------------------- | ---------------------------------------------------------------------- | -------- |
| Australien (ARIA)            | Gold                                                                   | 35.000   |
| Vereinigtes Königreich (BPI) | Gold                                                                   | 400.000  |
| Insgesamt                    | 2× Gold ·                                                              | 435.000  |

## Auszeichnungen nach Autorenbeteiligungen

### Heaven (DJ Sammy)
| Land/Region                  | Auszeichnungen für Musikverkäufe (Land/Region, Auszeichnung, Verkäufe) | Verkäufe  |
| ---------------------------- | ---------------------------------------------------------------------- | --------- |
| Australien (ARIA)            | Platin                                                                 | 70.000    |
| Frankreich (SNEP)            | Silber                                                                 | 125.000   |
| Neuseeland (RMNZ)            | Platin                                                                 | 10.000    |
| Norwegen (IFPI)              | Gold                                                                   | 5.000     |
| Vereinigte Staaten (RIAA)    | Gold                                                                   | 500.000   |
| Vereinigtes Königreich (BPI) | 2× Platin                                                              | 1.200.000 |
| Insgesamt                    | 1× Silber · 2× Gold · 4× Platin ·                                      | 1.910.000 |

## Auszeichnungen nach Musikstreamings

### Summer of ’69
| Land/Region     | Auszeichnungen für Musikverkäufe (Land/Region, Auszeichnung, Verkäufe) | Verkäufe |
| --------------- | ---------------------------------------------------------------------- | -------- |
| Dänemark (IFPI) | Gold                                                                   | 900.000  |
| Insgesamt       | 1× Gold ·                                                              | 900.000  |

## Auszeichnungen nach Videoalben

### So Far So Good
| Land/Region                  | Auszeichnungen für Musikverkäufe (Land/Region, Auszeichnung, Verkäufe) | Verkäufe |
| ---------------------------- | ---------------------------------------------------------------------- | -------- |
| Vereinigtes Königreich (BPI) | Gold                                                                   | 25.000   |
| Insgesamt                    | 1× Gold ·                                                              | 25.000   |

### MTV Unplugged
| Land/Region                  | Auszeichnungen für Musikverkäufe (Land/Region, Auszeichnung, Verkäufe) | Verkäufe |
| ---------------------------- | ---------------------------------------------------------------------- | -------- |
| Vereinigtes Königreich (BPI) | Gold                                                                   | 25.000   |
| Insgesamt                    | 1× Gold ·                                                              | 25.000   |

### Live at Slane Castle, Ireland
| Land/Region                  | Auszeichnungen für Musikverkäufe (Land/Region, Auszeichnung, Verkäufe) | Verkäufe |
| ---------------------------- | ---------------------------------------------------------------------- | -------- |
| Australien (ARIA)            | Platin                                                                 | 15.000   |
| Vereinigtes Königreich (BPI) | Gold                                                                   | 25.000   |
| Insgesamt                    | 1× Gold · 1× Platin ·                                                  | 40.000   |

### Live in Lisbon
| Land/Region    | Auszeichnungen für Musikverkäufe (Land/Region, Auszeichnung, Verkäufe) | Verkäufe |
| -------------- | ---------------------------------------------------------------------- | -------- |
| Portugal (AFP) | 2× Platin                                                              | 16.000   |
| Insgesamt      | 2× Platin ·                                                            | 16.000   |

### The Bare Bones Tour – Live at Sydney Opera House
| Land/Region    | Auszeichnungen für Musikverkäufe (Land/Region, Auszeichnung, Verkäufe) | Verkäufe |
| -------------- | ---------------------------------------------------------------------- | -------- |
| Portugal (AFP) | Platin                                                                 | 8.000    |
| Insgesamt      | 1× Platin ·                                                            | 8.000    |

## Statistik und Quellen
| Land/RegionAuszeichnungen für Musikverkäufe (Land/Region, Auszeichnungen, Verkäufe, Quellen) | Silber       | Gold         | Platin         | Diamant     | Verkäufe     | Quellen                                                     |
| -------------------------------------------------------------------------------------------- | ------------ | ------------ | -------------- | ----------- | ------------ | ----------------------------------------------------------- |
| Argentinien (CAPIF)                                                                          | —            | 2× Gold2     | —              | —           | 60.000       | capif.org.ar (Memento vom 6. Juli 2011 im Internet Archive) |
| Australien (ARIA)                                                                            | —            | 3× Gold3     | 41× Platin41   | —           | 2.955.000    | aria.com.au                                                 |
| Belgien (BRMA)                                                                               | —            | 5× Gold5     | 9× Platin9     | —           | 575.000      | ultratop.be                                                 |
| Brasilien (PMB)                                                                              | —            | Gold1        | 4× Platin4     | —           | 340.000      | pro-musicabr.org.br                                         |
| Dänemark (IFPI)                                                                              | —            | 7× Gold7     | 7× Platin7     | —           | 680.000      | ifpi.dk                                                     |
| Deutschland (BVMI)                                                                           | —            | 12× Gold12   | 5× Platin5     | —           | 5.100.000    | musikindustrie.de                                           |
| Europa (IFPI)                                                                                | —            | —            | 12× Platin12   | —           | (12.000.000) | ifpi.org (Memento vom 1. Januar 2014 im Internet Archive)   |
| Finnland (IFPI)                                                                              | —            | Gold1        | 2× Platin2     | —           | 183.444      | ifpi.fi                                                     |
| Frankreich (SNEP)                                                                            | Silber1      | 3× Gold3     | Platin1        | —           | 675.000      | infodisc.fr snepmusique.com                                 |
| Italien (FIMI)                                                                               | —            | 3× Gold3     | 2× Platin2     | —           | 310.000      | fimi.it                                                     |
| Japan (RIAJ)                                                                                 | —            | 5× Gold5     | Platin1        | —           | 650.000      | riaj.or.jp                                                  |
| Kanada (MC)                                                                                  | —            | 10× Gold10   | 29× Platin29   | 2× Diamant2 | 5.434.000    | musiccanada.com                                             |
| Mexiko (AMPROFON)                                                                            | —            | 2× Gold2     | —              | —           | 200.000      | Einzelnachweise                                             |
| Neuseeland (RMNZ)                                                                            | —            | 8× Gold8     | 29× Platin29   | —           | 600.000      | aotearoamusiccharts.co.nz NZ2                               |
| Niederlande (NVPI)                                                                           | —            | —            | 5× Platin5     | —           | 500.000      | nvpi.nl                                                     |
| Norwegen (IFPI)                                                                              | —            | 3× Gold3     | 3× Platin3     | —           | 170.000      | ifpi.no (Memento vom 5. November 2012 im Internet Archive)  |
| Österreich (IFPI)                                                                            | —            | 8× Gold8     | 4× Platin4     | —           | 400.000      | ifpi.at                                                     |
| Polen (ZPAV)                                                                                 | —            | Gold1        | Platin1        | —           | 110.000      | Einzelnachweise                                             |
| Portugal (AFP)                                                                               | Silber1      | Gold1        | 10× Platin10   | —           | 304.000      | Einzelnachweise                                             |
| Schweden (IFPI)                                                                              | —            | 4× Gold4     | 4× Platin4     | —           | 465.000      | sverigetopplistan.se                                        |
| Schweiz (IFPI)                                                                               | —            | 5× Gold5     | 14× Platin14   | —           | 755.000      | hitparade.ch                                                |
| Spanien (Promusicae)                                                                         | —            | 4× Gold4     | 6× Platin6     | —           | 560.000      | elportaldemusica.es ES2 ES3                                 |
| Vereinigte Staaten (RIAA)                                                                    | —            | 4× Gold4     | 21× Platin21   | —           | 24.100.000   | riaa.com                                                    |
| Vereinigtes Königreich (BPI)                                                                 | 8× Silber8   | 10× Gold10   | 29× Platin29   | —           | 15.485.000   | bpi.co.uk                                                   |
| Insgesamt                                                                                    | 10× Silber10 | 102× Gold102 | 239× Platin239 | 2× Diamant2 |              |                                                             |